# Rosny-sur-Seine
Rosny-sur-Seine település Franciaországban, Yvelines megyében. Lakosainak száma 7041 fő (2022. január 1.). Rosny-sur-Seine Bonnières-sur-Seine, Buchelay, Guernes, Jouy-Mauvoisin, Lommoye, Mantes-la-Jolie, Perdreauville, Rolleboise, Saint-Illiers-la-Ville és La Villeneuve-en-Chevrie községekkel határos.

## Népesség
A település népessége az elmúlt években az alábbi módon változott:
| Lakosok száma | 5766 | 6185 | 6263 | 6433 | 6658 | 6883 | 6906 | 6929 | 7041 |
|               | 2013 | 2015 | 2016 | 2017 | 2018 | 2019 | 2020 | 2021 | 2022 |